# Lliura de l'illa de Man
La lliura de l'illa de Man (en manx Punt Ellan Vannin o, simplement, punt; en anglès Isle of Man pound o, simplement, pound) és la unitat monetària de l'illa de Man. És emesa pel Govern de l'Illa de Man (Reiltys Ellan Vannin / Isle of Man Government). Malgrat tot, la lliura de Man no és, legalment parlant, una unitat monetària independent, sinó que de fet es tracta d'una emissió especial de lliures esterlines per a l'illa.
Com que no es tracta, doncs, d'una moneda independent, no té un codi ISO 4217 específic. Per tant, comparteix el codi estàndard internacional de les monedes britàniques, GBP, si bé s'acostuma a utilitzar també el codi no oficial IMP. L'abreviació més habitual de la lliura de l'illa de Man és £. Se subdivideix en 100 penics.
Se n'emeten bitllets des del 1840, i des del 1971, data en què es va dur a terme la decimalització de la lliura esterlina (GBP), té també emissió pròpia de monedes. La lliura de l'illa de Man té el mateix valor que la lliura esterlina i hi és intercanviable a Man, tot i que no passa al revés, ja que la moneda de l'illa de Man no s'accepta a la Gran Bretanya. Això és aplicable sobretot als bitllets, ja que les monedes de vegades sí que hi circulen, ja que tenen la mateixa forma i mida que les britàniques.

## Monedes i bitllets
En circulen monedes d'1, 2, 5, 10, 20 i 50 penics i d'1, 2 i 5 lliures, i bitllets d'1, 5, 10, 20 i 50 lliures. Com es pot comprovar, alguns valors es troben alhora representats en monedes i en bitllets.
L'anvers tant de les monedes com dels bitllets porta l'efígie de la reina Elisabet, mentre que el revers mostra paisatges i elements tradicionals de l'illa de Man, com per exemple la trisquela a les monedes d'una lliura.

## Taxes de canvi
- 1 EUR = 0,88 GBP (8 de juliol del 2018)
- 1 USD = 0,75 GBP (8 de juliol del 2018)